# Ras

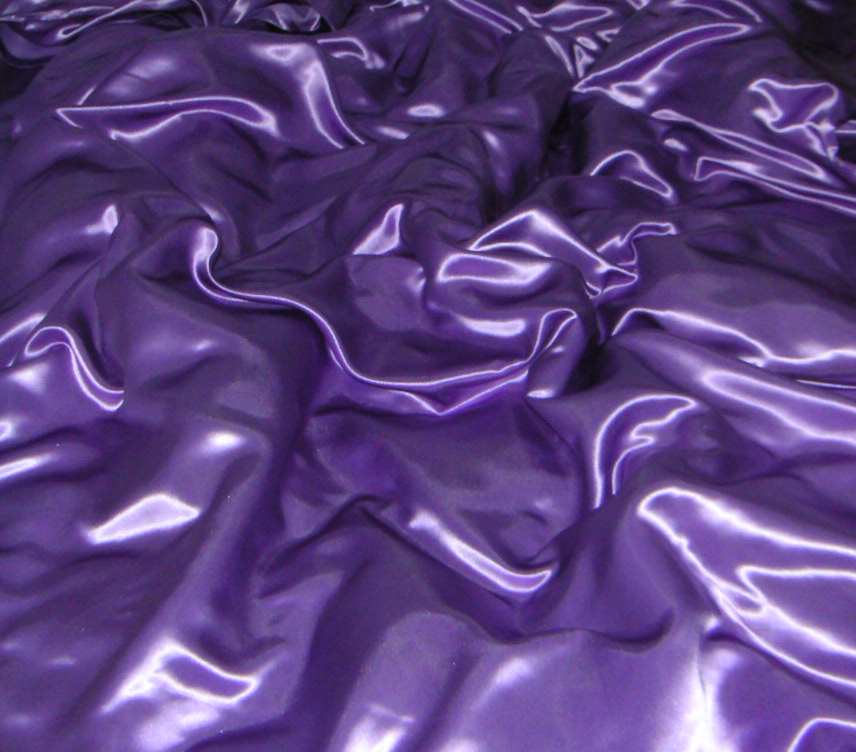
Ras utilitzat per un llençol

El  ras, també conegut com a setí, és un teixit de seda molt llis, pastós i llustrós, l'ordit és molt fi i sortint i la trama, que és més gruixuda, està oculta. (rep aquest nom per la popularitat que en va tenir el fet a la població francesa d'Arràs).
Aquesta manera de fabricar el ras li dona el llustre i brillantor que constitueix el seu preu i bellesa. Hi ha rasos llisos, rasos brodats amb flors d'or o de seda, rasos llaurats, rasos ratllats, i de diverses altres classes, segons el gust i geni del fabricant, que imagina noves modes per donar sortida als seus productes. Els rasos en què hi entra or o plata han de tenir la seva trama d'or o plata fina i l'ordit de seda igual que tots els altres rasos i la trama d'aquests ha de ser de seda fina i crua, sense barreja d'una altra seda tenyida en cru.
Les tasques dels rasos es fan afegint nous ordits o trames.

## Tipus de ras
- Ras de bruixa . Es diu així perquè la seva primera fabricació que es va conèixer va ser la de Bruges. El seu ordit és de seda i la trama de fil.
- Ras de fúria  o  fúria . Ras o tafetà llis, estampat i pintat de diversos colors, fabricat a l'Índia i a la Xina i que va ser després imitat a Europa. Es diu que el nom d'aquest ras procedeix que els primers que van arribar de la Xina contenien uns dibuixos formats amb tan poc ordre i proporció que s'haguessin pogut suposar obra d'alguna fúria. El geni europeu no va trigar a obstinar-se a imitar l'extravagància dels dibuixos xinesos i ho va aconseguir però tot i haver substituït flors, ocells i altres figures l'hàbit d'anomenar aquests teixits  fúries , es va conservar el seu nom encara que s'adeia poc amb la bellesa dels seus dissenys.
- Ras de l'Índia  o  Ras de la Xina . Estofa de seda força semblant al ras que es fabrica a Europa. N'hi ha de llisos blancs i d'altres colors i també florejats d'or o de seda, amb quadres, adomassat, ratllats i recambra. Són molt apreciats perquè es blanquegen i es planxen, sense perdre res del seu llustre i sense que l'or s'aixafi ni desllueixi. Amb tot, no tenen ni la bondat ni la brillantor dels d'Europa.

El nom de ras s'estén a tota estofa, qualsevol que sigui la matèria que la formi, que hagi estat fabricada com el ras de seda i la superfície és suau com quan és de seda. Així es diu  ras de cotó ,  ras de fil  o  ras de llana .